# Gotthold Schwarz

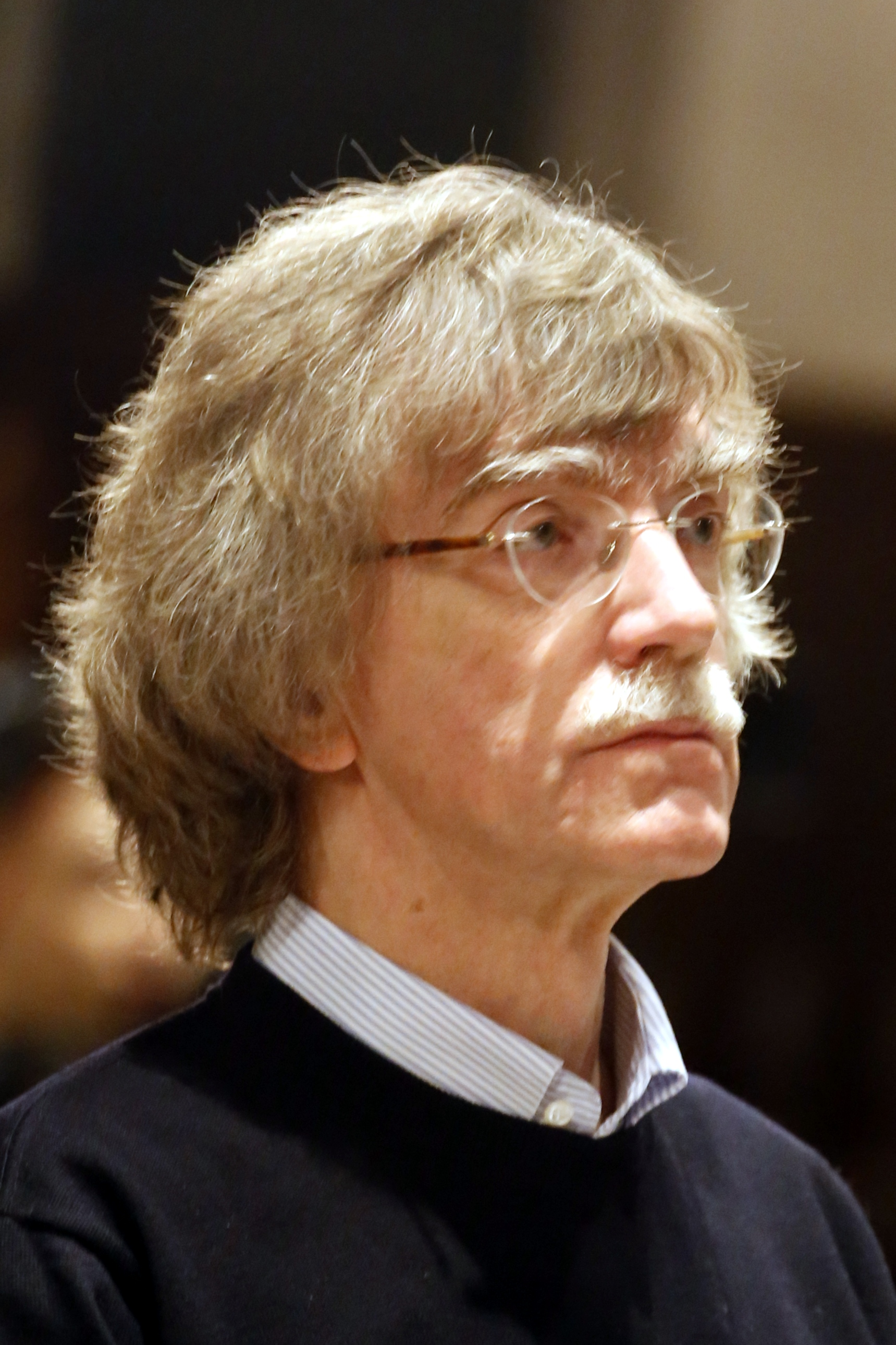
Gotthold Schwarz (2015)

Gotthold Schwarz (* 2. Mai 1952 in Zwickau) ist ein deutscher Sänger (Bassbariton) und Dirigent. Von 20. August 2016 bis 30. Juni 2021 war er Thomaskantor, also Leiter des Leipziger Thomanerchores. Seitdem ist er im Ruhestand.

## Leben

### Herkunft und beruflicher Werdegang
Aufgewachsen im sächsischen Zwickau, hatte Gotthold Schwarz, Sohn des Kantors der Zwickau-Marienthaler Pauluskirche Hans Schwarz, frühzeitig Kontakt zur Musik. 1964 wurde er Mitglied des Leipziger Thomanerchors, aus dem ihn seine Eltern wegen starken Heimwehs nach einem Dreivierteljahr wieder herausnahmen. Weil sein Vater Kirchenmusiker war, wurde Gotthold Schwarz zur Erweiterten Oberschule nicht zugelassen. Er absolvierte von 1968 bis 1971 eine Berufsausbildung als Buchhändler an der Deutschen Buchhändler-Lehranstalt in Leipzig.
Ab März 1971 folgte eine kirchenmusikalische Ausbildung an der Hochschule für Kirchenmusik Dresden, die er im August 1973 mit dem B-Examen abschloss. Seit September 1973 studierte er an der Hochschule für Musik „Felix Mendelssohn Bartholdy“ in Leipzig Orgel bei Wolfgang Schetelich und Hannes Kästner sowie Gesang bei Gerda Schriever und Dirigieren bei Jochen Wehner, Max Pommer und Hans-Joachim Rotzsch. Hier legte er 1978 das kirchenmusikalische A-Examen und 1979 das Gesangsexamen ab. Seine Diplomarbeit schrieb er bei Max Pommer über die Rhetorik in Johann Sebastian Bachs Werken. Sein Hilfsdienstjahr als Kirchenmusiker absolvierte Schwarz an der Zwickauer Katharinenkirche. Später arbeitete er im Rahmen privater Gesangsstudien u. a. mit Peter Schreier, Hermann Christian Polster und Helmuth Rilling.
Gotthold Schwarz lebt in Leipzig, ist verheiratet und hat eine Tochter.

### Tätigkeit als Solist, Dirigent und Ensembleleiter
Nach seinem Studium begann er eine rege Solistentätigkeit, vor allem als Kantaten- und Oratoriensänger. Schwarz trat zusammen mit vielen namhaften Ensembles und Dirigenten auf, so etwa mit John Eliot Gardiner, Philippe Herreweghe, Peter Schreier, Martin Haselböck, dem Leipziger Thomanerchor, dem Gewandhausorchester und dem Dresdner Kreuzchor. Er konzertierte in europäischen Musikzentren – so etwa bei den Salzburger Festspielen und im Wiener Musikverein – sowie in den USA, Japan, Brasilien, Argentinien, Israel und Finnland.
Als Oratorien- und Liedsänger sowie als Dirigent verfügt Gotthold Schwarz über ein umfassendes Repertoire vom Barock bis zur Moderne, was mit zahlreichen Einspielungen dokumentiert ist. Regelmäßige Zusammenarbeit verbindet ihn mit Künstlern wie Frieder Bernius, Peter Schreier, Michael Schneider, Peter Neumann, Philippe Herreweghe, John Eliot Gardiner, Christophe Coin, Gustav Leonhardt, Michael Schönheit, Matthias Grünert, Jörg Straube, Ludwig Güttler und Ralf Otto sowie Ensembles wie Gewandhausorchester, Dresdner Kreuzchor, Kammerchor der Frauenkirche Dresden, Bachchor Mainz und Freiburger Barockorchester. Im Jahr 2004 war Schwarz Juror im Fach Gesang beim Internationalen Johann-Sebastian-Bach-Wettbewerb.
Seit den 1980er Jahren trat Gotthold Schwarz auch als Chorleiter und Dirigent in Erscheinung. So rief er 1990 die der Förderung Alter Musik verpflichtete Leipziger Musikgesellschaft ins Leben, deren künstlerischer Leiter er ist. Außerdem leitet er die Ensembles der Musikgesellschaft Concerto vocale Leipzig (gegründet 1984) und Sächsisches Barockorchester (gegründet 1989/90); beide sind der Alten Musik, der historischen Aufführungspraxis und ihrer Verbindung von Gesang und instrumentaler Musik verpflichtet. Zusammen mit dem Leipziger Gambisten Siegfried Pank und dem Hamelner Organisten Hans Christoph Becker-Foss gründete Schwarz 1993 das Barocktrio Schwarz/Pank/Becker-Foss, das vor allem Musik der Bachfamilie, aber auch andere Barockmusik aufführt. Außerdem leitete er als Gastdirigent den Thomanerchor und das Gewandhausorchester. Der aus Mitgliedern des MDR-Rundfunkchors bestehende Kammerchor Leipziger Cantorey und das Ensemble Bach Consort Leipzig – beide wurden 2012 von Schwarz gegründet – widmen sich vorrangig der Barockmusik.

### Tätigkeit für den Thomanerchor
1979 wurde er von Hans-Joachim Rotzsch als Stimmbildner des Thomanerchors berufen. 1992, 1999, 2002/03 und 2011 war er Stellvertreter des Thomaskantors. Nach Georg Christoph Billers Amtsniederlegung war er von Februar 2015 bis Juni 2016 interimistischer Thomaskantor.
Zur Neubesetzung der Stelle nach der Amtsniederlegung des bisherigen Thomaskantors Georg Christoph Biller berief die Stadt Leipzig im April 2015 eine Findungskommission, die im Juli 2015 aus insgesamt 42 Bewerbungen vier in Frage kommende Kandidaten auswählte. Von diesen konnte sich nach Probedirigaten jedoch keiner durchsetzen, so dass die Findungskommission am 20. Mai 2016 einstimmig beschloss, das Findungsverfahren zu beenden. Die Kommission schlug daraufhin einstimmig vor, der Ratsversammlung die Berufung des seit 1. Februar 2015 amtierenden Thomaskantors Gotthold Schwarz zu empfehlen. In einer Sondersitzung berief die Leipziger Ratsversammlung am 9. Juni 2016 Gotthold Schwarz mit einer Gegenstimme und einer Stimmenthaltung für den Zeitraum vom 10. Juni 2016 bis zum 30. Juni 2021 in das Amt des Thomaskantors. Am 20. August 2016 wurde er im Leipziger Alten Rathaus feierlich in sein Amt eingeführt und erhielt von Leipzigs Oberbürgermeister Burkhard Jung die städtische Ernennungsurkunde zum 17. Nachfolger Johann Sebastian Bachs. Außerdem ist Schwarz seit 2016 als Honorarprofessor an der Hochschule für Musik und Theater Leipzig tätig, auf Vorschlag des Instituts für Kirchenmusik wurde er im Rahmen der Immatrikulationsfeier am 10. Oktober 2016 bestellt. Leipzigs Stadtrat wählte im Dezember 2020 den Schweizer Andreas Reize zum Nachfolger von Gotthold Schwarz; jener wurde am 11. September 2021 mit einem Festakt in sein Amt eingeführt.

## Auszeichnungen
Für seine Verdienste um die Förderung Alter Musik und seinen wesentlichen Beitrag in den vergangenen Jahrzehnten dazu, dass der Thomanerchor ein kulturelles Aushängeschild der Bundesrepublik sei, zeichnete Bundespräsident Frank-Walter Steinmeier anlässlich des Tages der Deutschen Einheit Gotthold Schwarz 2017 mit dem Verdienstkreuz 1. Klasse der Bundesrepublik Deutschland aus.
Gotthold Schwarz wurde am 9. März 2018 beim Eröffnungskonzert der 24. Magdeburger Telemann-Festtage für seinen „außerordentlich intensiven und künstlerische Maßstäbe setzenden Umgang […] mit dem Vokalwerk Georg Philipp Telemanns“ und einen „gleichermaßen sensiblen wie exzellenten Umgang mit der Musiksprache Telemanns“ mit dem Georg-Philipp-Telemann-Preis der Landeshauptstadt Magdeburg geehrt.
Am 15. September 2018 erhielt Gotthold Schwarz in der Torgauer Schlosskapelle die Johann Walter Plakette des Sächsischen Musikrats.